# شلومي، إسرائيل
شلومي (بالعبرية: שְׁלוֹמִי‏) هي بلدة في المنطقة الشمالية من دولة إسرائيل. تقع في الجليل الغربي، على بعد حوالي كيلومتر واحد من الحدود اللبنانية، وحوالي 4 كيلومترات شرق البحر الأبيض المتوسط و 3 كيلومترات شرق رأس الناقورة. تم إعلانها مجلساً محلياً عام 1960. في عام 2019 كان عدد سكانها 6511.

## التاريخ
تم تأسيس شلومي كمدينة تطويرية في عام 1950 من قبل مهاجرين يهود من تونس والمغرب على أنقاض قرية عربية في البصة، والتي دمرت خلال الحرب العربية الإسرائيلية عام 1948. سميت على اسم زعيم من سبط أشير المذكورة في الكتاب المقدس (عدد 34:27). يتم دعم شلومي بشكل رئيسي من قبل النداء اليهودي الموحد لإسرائيل ومجموعة الشباب اليهودي البريطاني. كانت شلومي هدفًا لهجمات حزب الله بصواريخ الكاتيوشا في 11 مايو 2005 يوم ذكرى استقلال إسرائيل، ومرة أخرى في يوم ذكرى استقلال إسرائيل في عام 2006. وكان مرة أخرى هدفا لهجمات صاروخية في 12 يوليو 2006، وهي عملية تحويل لتسهيل قتل ثلاثة جنود وخطف اثنين آخرين، مما أشعل فتيل حرب لبنان عام 2006.

## الصناعة والتجارة
تبلغ مساحة المنطقة الصناعية 500 دونم، ومن بين المصانع الموجودة مصنع اللحوم والنقانق التابع لشركة «زوغلوبك» و «مصنع هانيتا للمعادن» الذي ينتج أدوات وأجهزة تقطيع لصناعة المعادن. شلومي هو مركز تجاري إقليمي للقرى والكيبوتسات في المنطقة. ينتمي المجلس إلى مجموعة سلطات الجليل الغربي - وهي مؤسسة اقتصادية للتنمية الاقتصادية والنهوض بالمنطقة.

## علم الآثار
على الطريق بين شلومي وكيبوتس هانيتا، عثر علماء الآثار الإسرائيليون على بقايا بي ميتسوبا، وهي بلدة مسيحية مزدهرة ورد ذكرها في تلمود القدس. تم تدمير المدينة في أوائل القرن السابع عندما غزت بلاد فارس المنطقة كجزء من صراعها الأوسع مع الإمبراطورية البيزنطية.

## وصلات خارجية
- تاريخ شلومي نسخة محفوظة 3 مارس 2016 على موقع واي باك مشين. (بالعبرية)